# 沙圖拉區

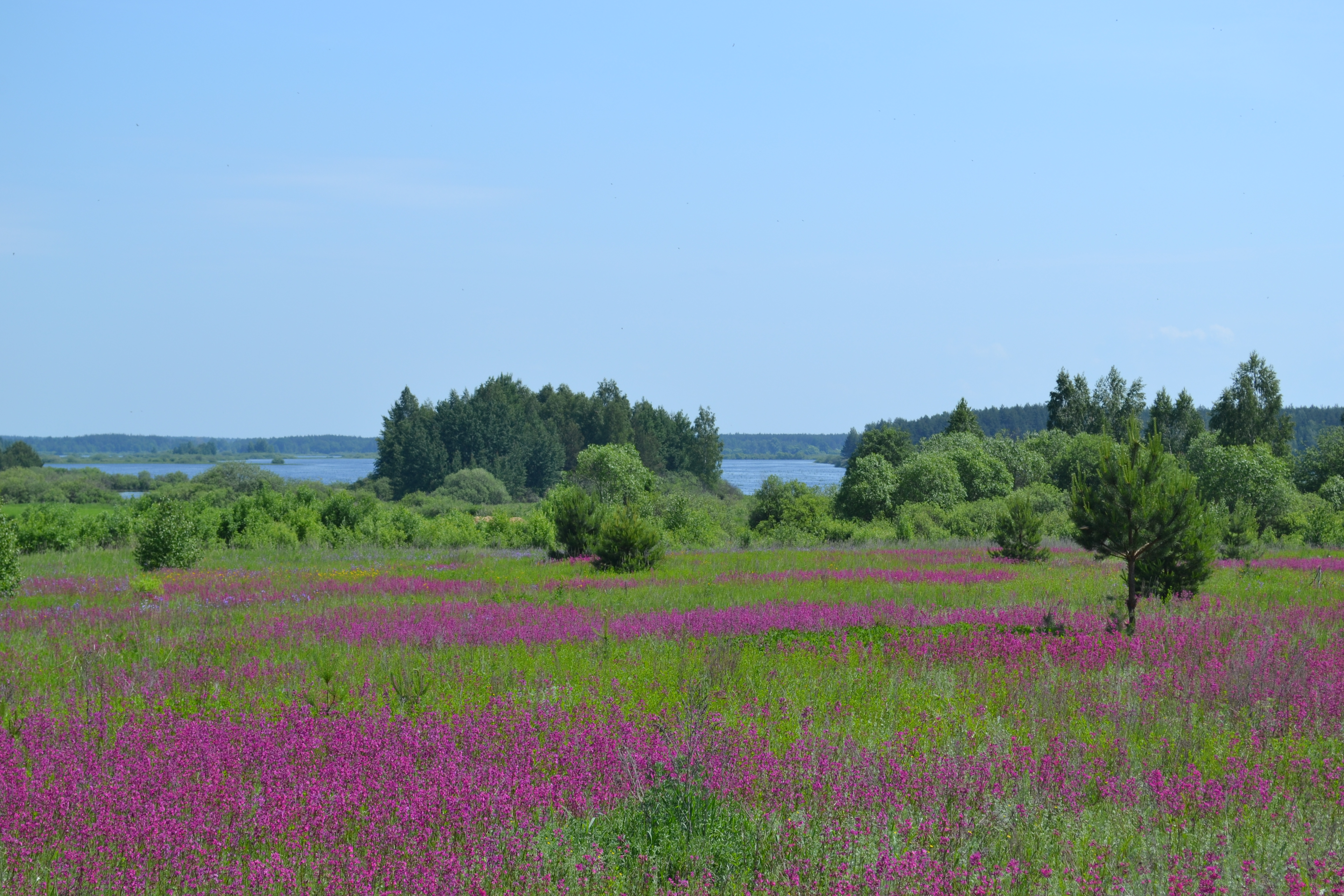
Filisovo 村莊和 Kazykino 村莊之間的田地（沙圖拉區）

55°34′N 39°32′E / 55.567°N 39.533°E
沙圖拉區（俄语：Шатурский район），是俄羅斯的一個區，位於該國西部，由莫斯科州負責管轄，面積2,640.15平方公里，2010年該區人口72,087，人口密度每平方公里27.3人。